# Jurij Baszmiet
Jurij Baszmiet, ros. Юрий Башмет (ur. 24 stycznia 1953 w Rostowie nad Donem) – rosyjski altowiolista, Ludowy Artysta ZSRR.
Urodził się w Rostowie. Kształcił się jako altowiolista w specjalnej szkole muzycznej we Lwowie, po ukończeniu w latach 1971 – 1976 konserwatorium w Moskwie. W czasie nauki w 1972 stał się właścicielem znakomitego instrumentu z połowy XVIII w., zrobionego przez mediolańskiego lutnika Paolo Testorego. Wkrótce potem zdobył ważne nagrody na konkursach w Budapeszcie (1975) i Monachium (1976). Następnie ruszył na podbój świata. W 1985 po raz pierwszy stanął przed orkiestrą jako dyrygent orkiestry kameralnej Soliści Moskwy. Jest dyrygentem orkiestry Nowa Rosja. Duży wpływ na jego rozumienie muzyki wywarli artyści, których poznał w czasie ponad czterdziestoletniej obecności na estradach świata, szczególnie pianista Swiatosław Richter i wiolonczelista Mstisław Rostropowicz.
Laureat Nagród Państwowych ZSRR (1986) i Rosji (1994, 1966). W 1995 został laureatem prestiżowej duńskiej Nagrody Fundacji Muzycznej Léonie Sonning.

## Odznaczenia
Został odznaczony m.in.
- 1999 – Krzyżem Oficerskim Orderu Wielkiego Księcia Giedymina (Litwa)
- 2000 – Komandorią Orderu Zasługi Republiki Włoskiej (Włochy)
- 2000 – Orderem Sztuki i Literatury w stopniu oficera (Francja)
- 2002 – Orderem „Za zasługi dla Ojczyzny” III Klasy (Rosja)
- 2003 – Legią Honorową w stopniu oficera (Francja)
- 2004 – Orderem „Za zasługi” III Stopnia (Ukraina)
- 2008 – Orderem Honoru (Rosja)
- 2008 – Orderem Franciszka Skaryny (Białoruś)
- 2013 – Orderem „Za zasługi dla Ojczyzny” IV Klasy (Rosja)
- 2013 – Orderem Honoru (Armenia)
- 2014 – Orderem Przyjaźni (Rosja)